# Descristianización de Francia durante la Revolución

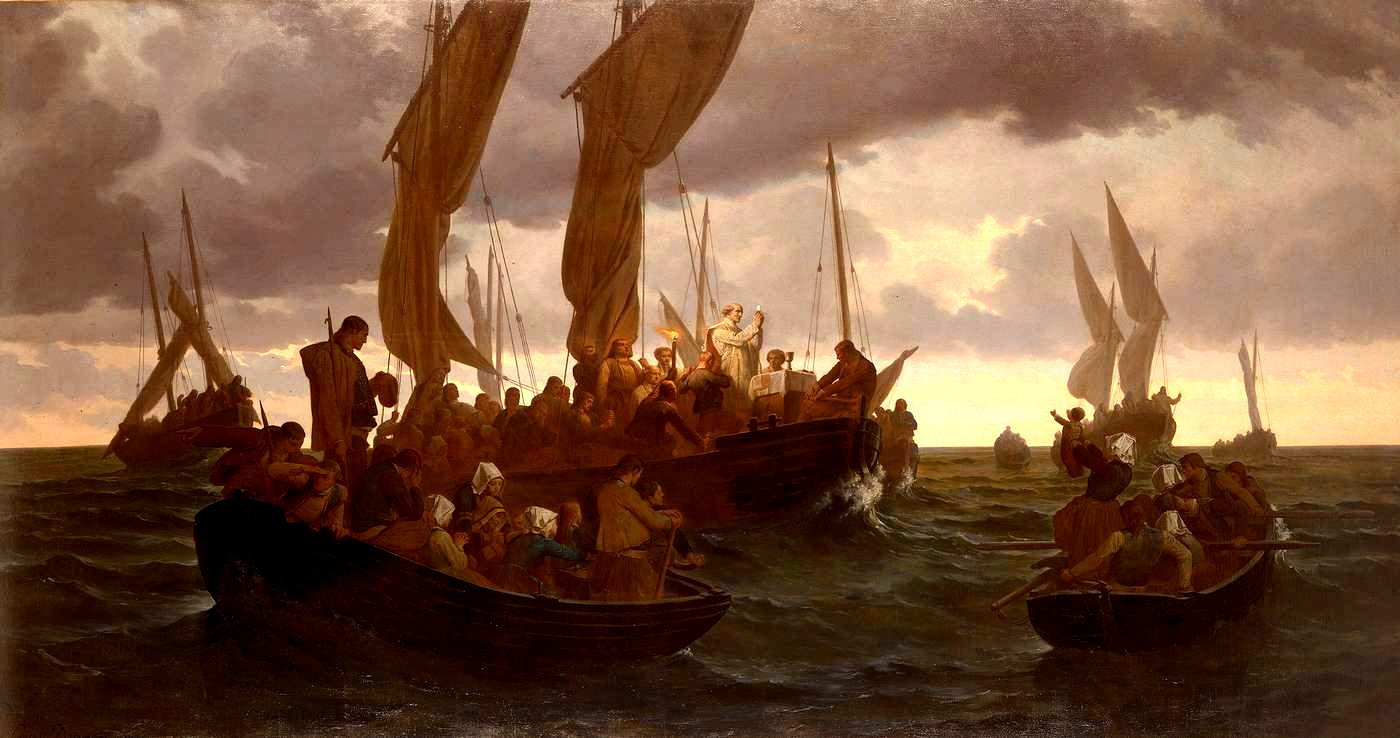
Una misa en el mar, 1793, exhibida por Louis Duveau en 1864 y conservada en el Museo de Bellas Artes de Rennes. Este óleo sobre lienzo refiere el fervor religioso de los bretones durante la Revolución francesa, en particular durante el período conocido como «El Terror». Tal como indica el título de la obra, Duveau representó una misa en el mar, el único lugar, con excepción de los bosques, donde los sacerdotes refractarios al gobierno podían celebrar la eucaristía de forma subrepticia, ya que resultaba imposible oficiar celebraciones religiosas en las iglesias durante aquel período histórico violento y difícil

La descristianización de Francia durante la Revolución francesa es una descripción convencional del resultado práctico de una serie de políticas conducidas por varios gobiernos franceses desde el inicio de la revolución de 1789 hasta el Concordato de 1801. Estas políticas formarían la base del posterior y menos radical movimiento laicista.
El objetivo de la campaña era la destrucción de la práctica de la religión católica. Ha existido un intenso debate que discute si el movimiento tuvo raíces populares o si fue inducido por aquellos que ejercían el poder.

## La Iglesia bajo el Antiguo Régimen
En el siglo XVIII el noventa y cinco por ciento de la población francesa profesaba la religión católica. Del resto, la mayoría eran hugonotes protestantes. Aunque estos eran una minoría muy exigua, ocupaban ciertos puestos en los gobiernos locales. Además, existía una pequeña población judía (40.000 componentes), así como un muy pequeño número de musulmanes, en una población total que rondaba los 27 millones de personas. Durante el Antiguo Régimen la autoridad del clero estaba garantizada por su pertenencia al primer Estado. Las órdenes religiosas vinculadas a la Iglesia Católica era una parte de los principales terratenientes del país y esta institución obtenía enormes beneficios a través del cobro del diezmo a sus siervos. Además, la Iglesia católica tenía una hegemonía social y cultural indiscutible, puesto que era la encargada de registrar nacimientos, defunciones y matrimonios, además de ser la única institución que proveía educación primaria y secundaria, y asistencia sanitaria en sus hospitales.

## Nuevas políticas revolucionarias

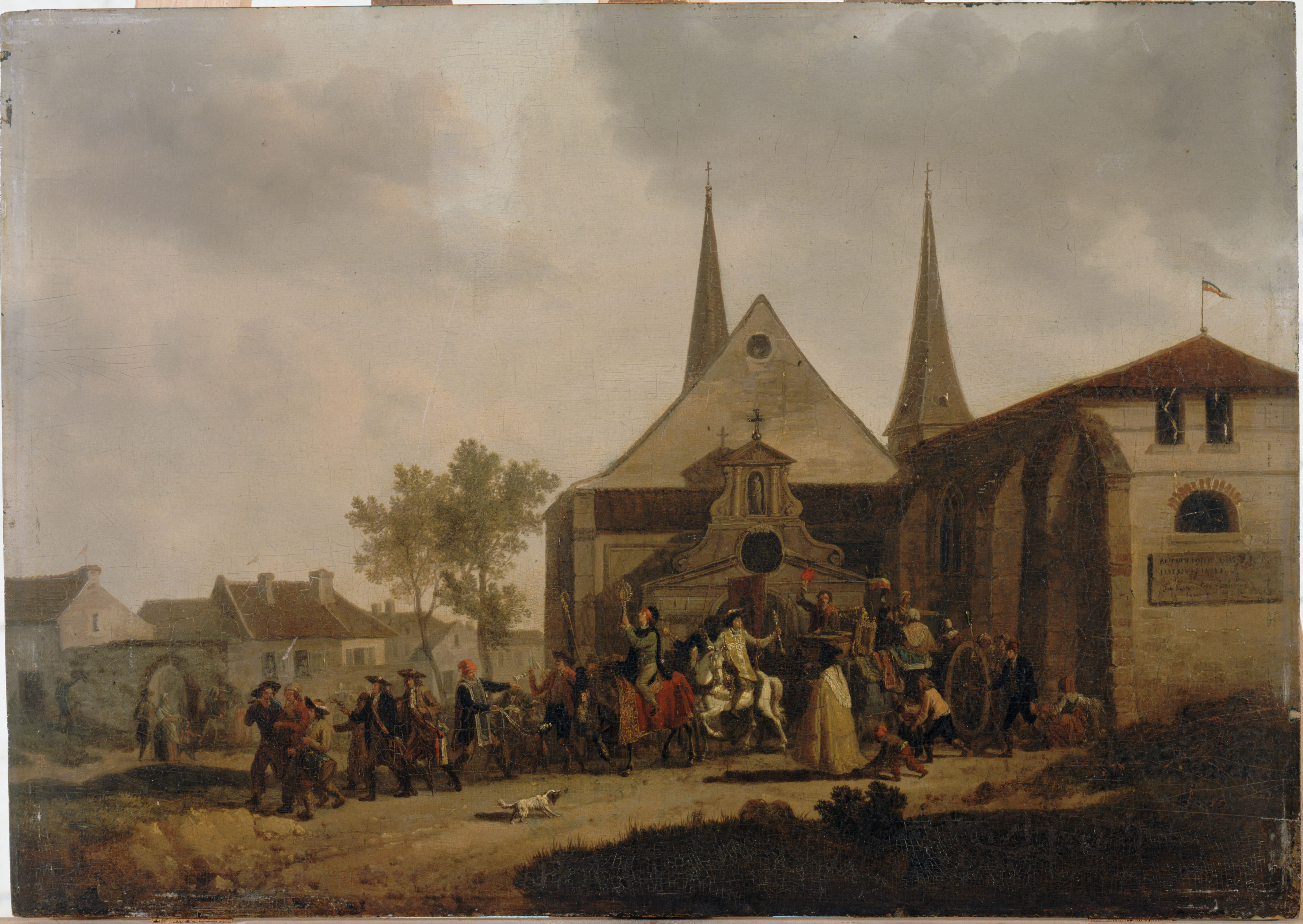
Desafectación de una iglesia.

El programa de descristianización llevado a cabo contra el catolicismo, y contra todas las formas religiosas cristianas incluía:
- El 2 de noviembre de 1789 inició la confiscación de las tierras y bienes de la Iglesia que servirían como garantía seguridad para la nueva moneda revolucionaria, el asignado.
- El 13 de febrero de 1790 se suprimieron las órdenes religiosas.[3]
- Remoción de estatuas, altares y cualquier clase de iconografía de los lugares de culto, destrucción de cruces, campanas y otros signos externos de culto.
- El 12 de julio de 1790 se proclamó la Constitución civil del clero, que fue condenada por el papa Pio VI el 10 de marzo de 1791.
- Institución de un credo revolucionario y cívico que incluía el Culto a la Razón y el subsiguiente Culto al Ser Supremo.
- En julio de 1792, iniciaron los denominados los años del Terror en Francia, existen estimaciones de unos 35,000 a 40,000 víctimas sacrificadas de diversas formas.[4] Esto duró hasta 1795.
- El 2 y 3 de septiembre de 1792, se sacrifican al menos a 191 mártires en 4 diferentes puntos de París, que luego fueron canonizados.
- El 3 de marzo de 1793, en la región occidental de Francia, no estuvieron de acuerdo y se organizaron militarmente originando la Guerra de la Vendeé, bajo las órdenes de Jacques Cathelineau, que enfrentaron que durante 9 meses al ejército francés y fueron derrotados .
- La promulgación de una ley el 21 de octubre de 1793 condenando a muerte a todos los sacerdotes que no prestasen juramento de fidelidad al régimen.
- El 10 de noviembre de 1793 fue abolido el culto cristiano y sustituido por el culto a la Diosa Razón (ateísmo de estado). El clímax de estas políticas se alcanza con la celebración de un acto litúrgico adorando a la Razón deificada en la Catedral de Notre Dame.
- El 20 de febrero de 1798, fue arrestado en Roma el papa Pío VI y extraditado a Francia.

La campaña de descristianización fue vista como una extensión lógica de las filosofías materialistas de varios líderes de la Ilustración. Otros en cambio ven el proceso como oportunidad para dar rienda suelta al resentimiento contra la Iglesia y el clero como sectores dominantes que habían sido durante el Antiguo Régimen.

## Revolución e Iglesia

Porcentaje de sacerdotes que prestaron juramento de fidelidad a la Constitución Civil del Clero por departamentos.

En agosto de 1789 el Estado canceló el poder de la Iglesia para imponer impuestos. El tema de la propiedad religiosa de la tierra resultaría clave en las políticas del nuevo gobierno revolucionario. Se declaró que todas las tierras de la Iglesia en Francia pertenecían a la nación y debían ser confiscadas y subastadas. La Asamblea Nacional Constituyente publicó en julio de 1790 la Constitución Civil del Clero, que despojaba a los sacerdotes de sus derechos especiales. Los sacerdotes se convertían así en meros funcionarios estatales elegidos por su parroquia o arzobispado. El número de arzobispados fue reducido y se requirió a todos los sacerdotes y obispos jurar fidelidad al nuevo orden republicano, bajo la amenaza de destitución, deportación o guillotina.
Los sacerdotes franceses tenían que recibir además la aprobación papal para ejercer. Por esta razón Pio VI pasó casi ocho meses deliberando. El 13 de abril de 1791 el Papa rechazó esta Constitución. De ello resultó una escisión en la Iglesia Católica francesa entre aquellos sacerdotes que según Pío VI habían abjurado de su religión (al haber jurado lealtad al estado francés) y los que se mantenían fieles a Roma. Los primeros eran denominados como clero constitucional y los que habían rechazado el juramento fueron conocidos como clero refractario.
En septiembre de 1792 la Asamblea Legislativa legalizó el divorcio, que era y es contrario a la doctrina católica. Al mismo tiempo el Estado tomó el control de funciones hasta entonces encomendadas a la Iglesia como el registro de nacimientos, defunciones y matrimonios. Se expandió la idea de que la Iglesia era una fuerza contrarrevolucionaria. Esto fue la causa del estallido de violentas disputas entre los franceses.
Tras la aprobación de estas medidas por parte de la Asamblea Legislativa (sucesora de la Asamblea Nacional Constituyente) París vivió un caos de unas 48 horas. Tres obispos y más de doscientos sacerdotes fueron asesinados por la multitud enfurecida. Esto constituye parte de los sucesos que luego vinieron en llamarse Masacres de septiembre. Jean-Baptiste Carrier ordenó las ejecuciones de muchos de ellos por delitos de traición (noyades). También en Lyon Joseph Fouché y Collot d’Herbois [cita requerida] acusaron a sacerdotes y monjas de separatismo y ordenaron diversas ejecuciones. Cientos de sacerdotes fueron encarcelados y torturados en el Puerto de Roquefort.

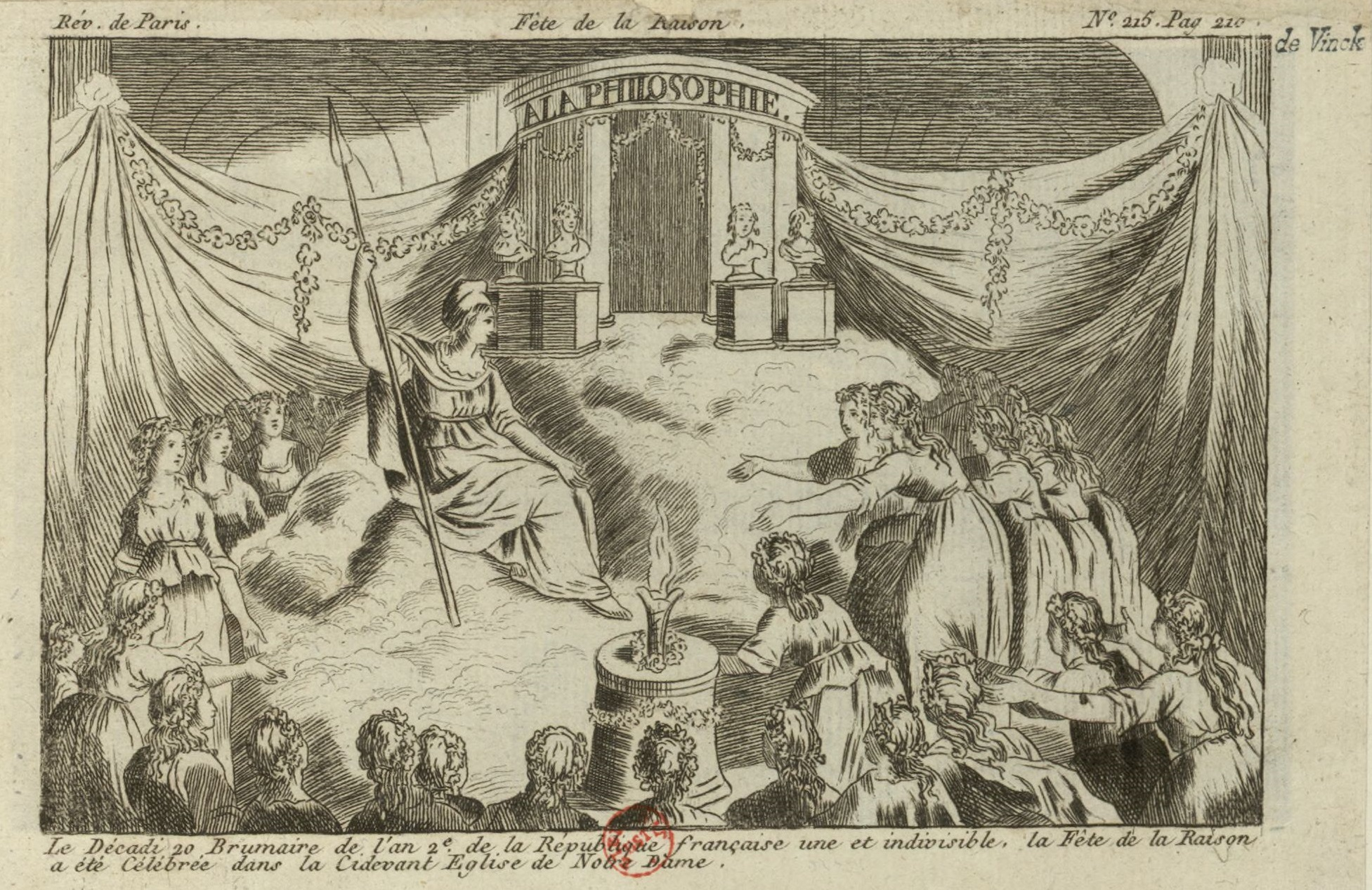
El culto de la «diosa Razón» en Notre Dame. Aguafuerte de 12 × 20 cm, de 1793. En un ambiente de inspiración antigua, en el que desaparece toda referencia a la catedral de Notre Dame de París, algunas jóvenes identificadas como sacerdotisas de la filosofía celebran el culto a la «diosa Razón», personificada por una mujer joven vestida con una túnica y un gorro frigio

Tanto Asamblea Legislativa como su sucesora la Convención Nacional, así como muchos Consejos de departamentos en todo el país, aprobaron leyes contra la Iglesia. Muchas de las leyes de descristianización de 1793 tenían como objeto confiscar el oro y plata de la iglesia para financiar los esfuerzos de guerra. En noviembre de 1793 el consejo departamental de Indre-et-Loire suprimió la palabra domingo, cuya etimología es “día del Señor”. Asimismo el calendario gregoriano, instituido por el papa Gregorio XIII en 1582 fue reemplazado por el calendario republicano. Éste abolía el sábado, los días de los santos, así como cualquier otra referencia a la Iglesia.
Se organizaron desfiles anticlericales y el arzobispo de París fue obligado a abandonar sus tareas y a reemplazar su mitra por el gorro frigio rojo, símbolo de la república francesa. Se renombraron nombres de calles, plazas y lugares públicos con connotaciones religiosas. De esta forma las ciudades de Saint-Tropez y Montmartre pasaron a llamarse Héraclée y Mont-Marat respectivamente, entre otros muchos ejemplos. Se prohibieron las vacaciones de origen religioso y se reemplazaron con otras que celebraban la vendimia y otras fiestas no religiosas. Robespierre y sus seguidores decidieron suplantar tanto al catolicismo como a su incipiente rival, el Culto a la Razón, con una versión renovada de este último: el Culto al Ser Supremo. Solo seis semanas antes de su arresto el 8 de junio de 1794 el todavía poderoso Robespierre condujo personalmente una enorme procesión a través de París hacia el jardín de las Tullerías para inaugurar el nuevo culto.
La descristianización de Francia alcanzó su punto álgido a mediados de 1794 en los momentos previos a la caída de Robespierre. Tras su ejecución en 1795, se aprobó una ley legalizando el culto público, aunque con limitaciones estrictas, lo que suponía una cierta vuelta a la situación anterior, si bien el tañido de campanas, las procesiones religiosas y el despliegue de cruces católicas estaba todavía prohibido.
En 1799 todavía existían sacerdotes deportados realizando trabajos forzados o en prisión y perseguidos. La situación solo cambió cuando el General Louis Alexandre Berthier capturó Roma y encarceló al Papa Pío VI, que moriría en cautividad en territorio francés en agosto de 1799. Finalmente Napoleón, entonces figura ascendente en Francia, promovió negociaciones que llevaron al nuevo papa, Pío VII a firmar con él el Concordato de 1801, que acabó formalmente con el período de descristianización y estableció unas normas claras de relación entre la Iglesia católica y el Estado francés.
Entre 20.000 y 40.000 personas fueron asesinadas durante el Reinado del Terror. Estimaciones indican que aproximadamente el 8 por ciento de los condenados por tribunales revolucionarios eran aristócratas, el 6 por ciento sacerdotes, el 14 por ciento de la clase media, y el 70 por ciento eran trabajadores o campesinos acusados de acaparar pan, evadir el reclutamiento, desertar, rebelión, y otros crímenes. De todos los grupos sociales, el clero de la Iglesia Católica sufrió proporcionalmente las mayores pérdidas. 
El Concordato de 1801 duraría más de un siglo hasta ser derogado por el gobierno de la Tercera República, que estableció una política de laicidad el 11 de diciembre de 1905. 
Bajo la amenaza de muerte, encarcelamiento, o servicio militar obligatorio en tiempos de guerra o la pérdida de ingresos, alrededor de veinte mil sacerdotes constitucionales se vieron obligados a dimitir y entregar sus cartas de ordenación, y entre seis y nueve mil de ellos fueron obligados a casarse. Muchos abandonaron sus deberes pastorales por completo. Sin embargo, algunos de los que había abdicado continuaron secretamente oficiando.
A finales de la década, aproximadamente treinta mil sacerdotes se habían visto obligados a salir de Francia, y otros que no salieron fueron ejecutados. La mayoría de las parroquias francesas se quedaron sin sacerdote y privadas de sacramentos. Cualquier sacerdote no juramentado podía hacerlo frente a la guillotina o ser deportado a la Guayana Francesa. En la Pascua de 1794, solo algunas de las cuarenta mil iglesias de Francia permanecieron abiertas: muchas habían sido cerradas, vendidas, destruidas o convertidas a otros usos. 
Las víctimas de la violencia revolucionaria, ya sea religiosa o no, fueron tratadas popularmente como mártires cristianos, y los lugares donde fueron asesinados se convirtieron en destino de peregrinaciones. Se hicieron tremendamente comunes la catequesis en el hogar, la religión popular, y prácticas sincréticas y heterodoxas, razones por las cuales los efectos a largo plazo sobre la práctica religiosa en Francia fueron significativos. Muchas de las personas que abandonaron sus prácticas religiosas tradicionales no las reanudarían jamás. Se calcula que 20,000 clérigos abandonaron el sacerdocio y 5,000 se casaron al ver en el matrimonio una forma de no levantar sospechas con respecto a su fidelidad a las autoridades revolucionarias. 

## Beatos y Santos
Canonizados. Uno de los resultados fueron que de los mártires, la iglesia beatificó y canonizó a varios cientos, entre ellos: Salomón Leclercq, primer santo, mártir de la Revolución Francesa en septiembre de 1792 canonizado el 16 de octubre de 2016. 191 mártires de París en la Revolución Francesa (1792). Mártires de Compiègne, 16 religiosas Carmelitas guillotinadas el 17 de julio de 1794 canonizadas por Papa Francisco el 17 de diciembre de 2024. 
Beatificados. 11 hermanas ursulinas de Valenciennes, fueron beatificadas por Benedicto XV el 13 de junio de 1920. 4 Hijas de la Caridad de Cambrai, beatificadas el 13 de junio de 1920. 32 Mártires de Orange, religiosas adoratrices y ursulinas, guillotinadas, beatificadas el 10 de mayo de 1925 por Pío XI. Jacques Bonnaud beatificado el 17 de octubre de 1926. 19 mártires de Laval en enero de 1794, beatificados el 15 de junio de 1955 por Pio XII. 99 mártires en Angers en el bienio 1793-94, beatificados por Juan Pablo II el 19 de febrero de 1984. Guillermo Repin, Beato Noël Pinot. 64 mártires de Rochefort, beatificados el 1 de octubre de 1995; Margarita Rutan, mártir decapitada el 7 de abril de 1794, beata el 19 de junio del 2011. Pierre-Adrien Toulorge, de la Orden Premostratense, que murió guillotinado el 13 de octubre de 1793, beatificado el 29 de abril de 2012.
Inicio de beatificación. 5 capuchinos en Nimes, ejecutados en 1790; Jean Poulin y 147 mártires más, sacerdote ejecutado el 22 de agosto de 1793; Tomas Merle de Castillon y 71 personas, ejecutado el 1793; 143 sacerdotes ahogados en Loire en 1793; 39 sacerdotes y religiosos ejecutados en Lille-Maddame en 1793 a 1795; André Ignace Joseph Gousseau y 46 sacerdotes más; Sacerdote ejecutado el 19 de octubre de 1794; 110 niños masacrados en Lucs-sur-Boulogne por los soldados del Gral. Cordellier.